# Bellamya jucunda
Bellamya jucunda é uma espécie de gastrópode  da família Viviparidae.
Pode ser encontrada nos seguintes países: Quénia, Tanzânia e Uganda.
Os seus habitats naturais são: lagos de água doce.